# China Railways DF4 sorozat
A DF4 (kínai írásjegyekkel: 东风4) egy kínai gyártású dízelmozdony-sorozat. Gyártása 1969-ben kezdődött. Több gyár is gyártotta. Egyaránt használják személy- és teherforgalomban. Kína leggyakoribb mozdonytípusa.

## Gyártók
A DF4 mozdonyokat több gyártó is gyártotta:
- CSR Sifang Locomotive and Rolling Stock Co., Ltd.
- CSR Ziyang Locomotive Works (DF4B, DF4C & DF4C(A1A))[1]
- Dalian Locomotive & Rolling Stock Works

## Változatok

### DF4

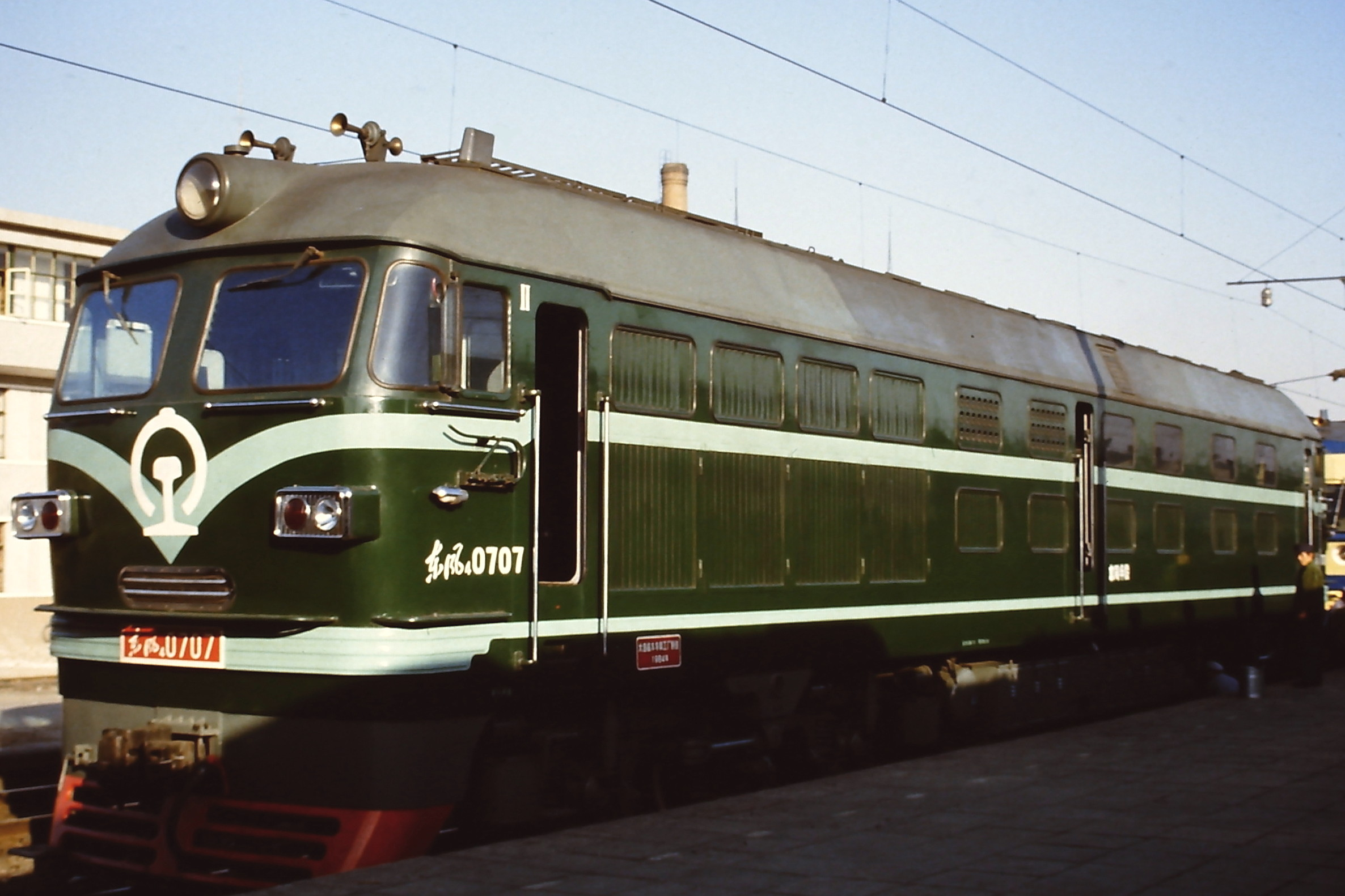
DF_{4}-0707 (Datong)

Az első DF4-et 1969-ben építették Dalianben. Az első 108 mozdony, amit építettek itt, az eredeti DF4-esek 16V240ZJ típusú motorral. A 108 mozdony legyártása hét évig tartott.

### DF4A
A DF4A a javított motorral különbözik az első sorozattól, a motor típusa 16V240ZJA. A gyártás 1976-ban kezdődött és 1984-ig tartott.

### DF4B

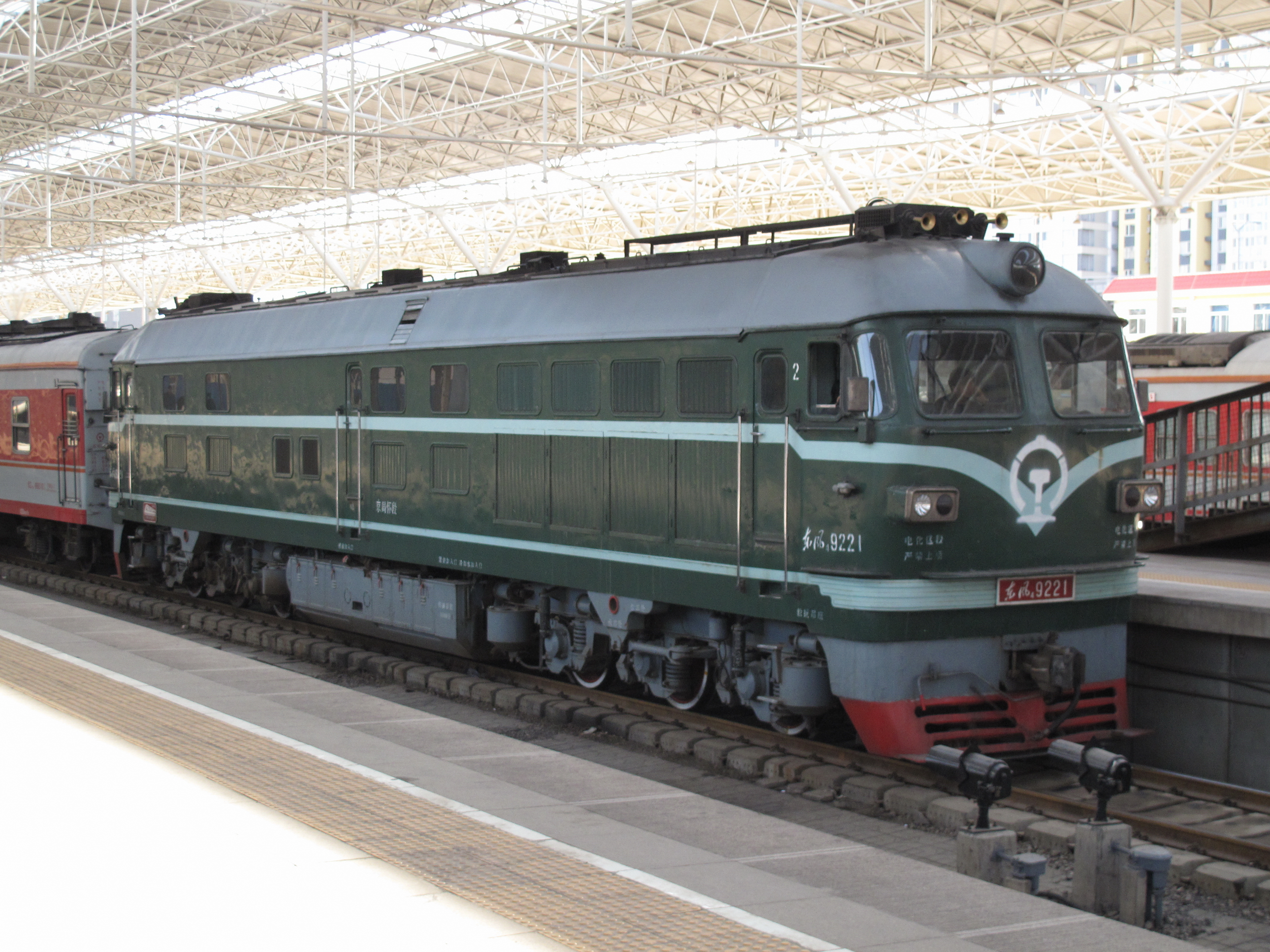
DF_{4}B

A DF4B nagyon hasonló a szabványos DF4-eshez és a DF4A-hoz, a javított motort leszámítva (16V240ZJB). A termelés 1984-ben kezdődött Dalianben.

### DF4C

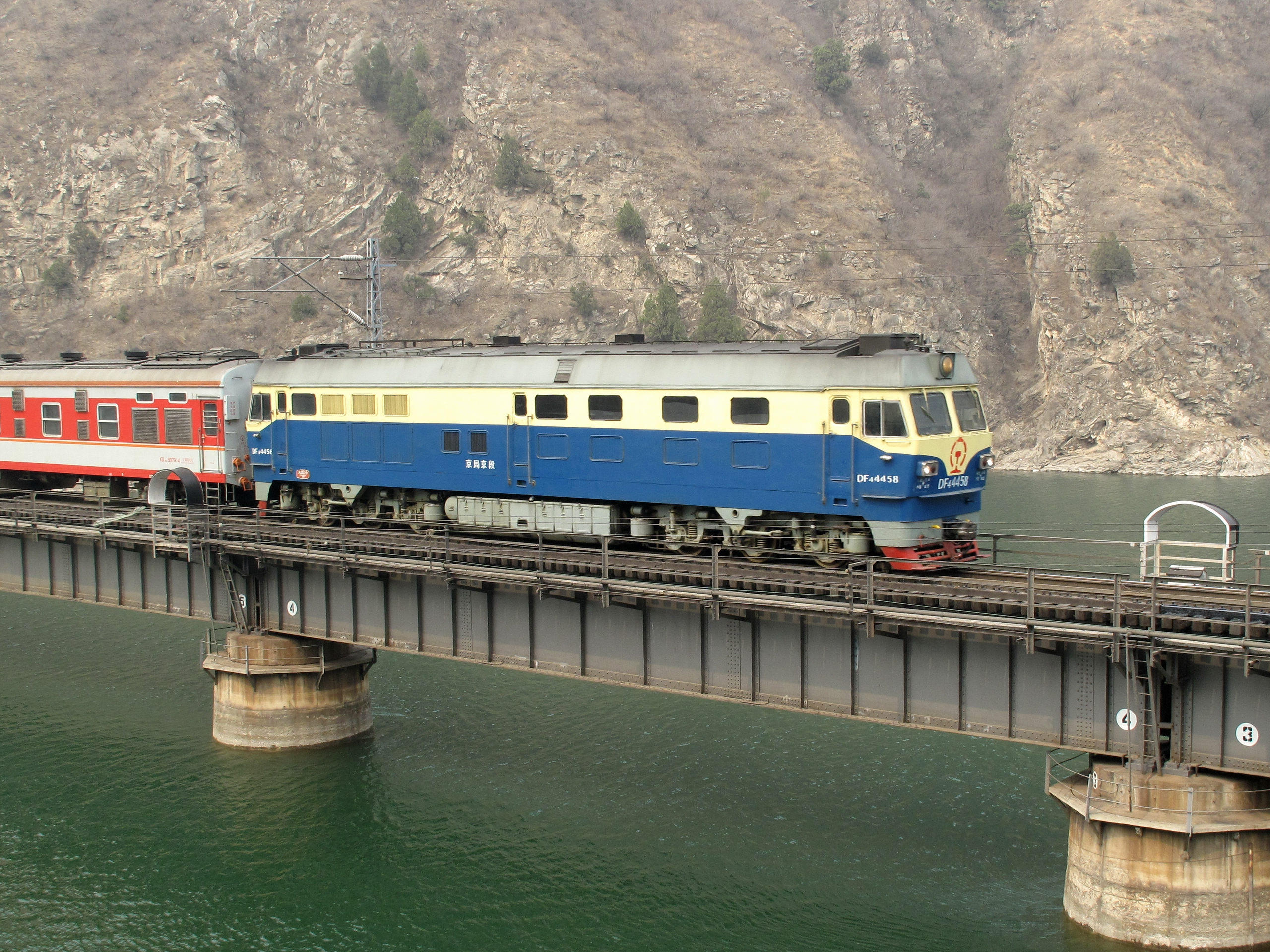
DF_{4}C

A DF4C-ról azt gondolták, hogy fő dízelmozdonyként felváltja a DF4B-t Kínában. Több módosítással, köztük egy új motorral érkezett (16240ZJC). Az első DF4C-ot 1989-ben gyártották. A sorozatgyártás 1985-ben kezdődött.

### Sebességváltók
A DF4, DF4A, DF4B és DF4C mozdonyoknak két különböző áttételű változata volt: Személyforgalomhoz 120 km/h, tehervonatokhoz 100 km/h. A személyvonati mozdonyokat gyakran narancssárgára festették.

### DF4D

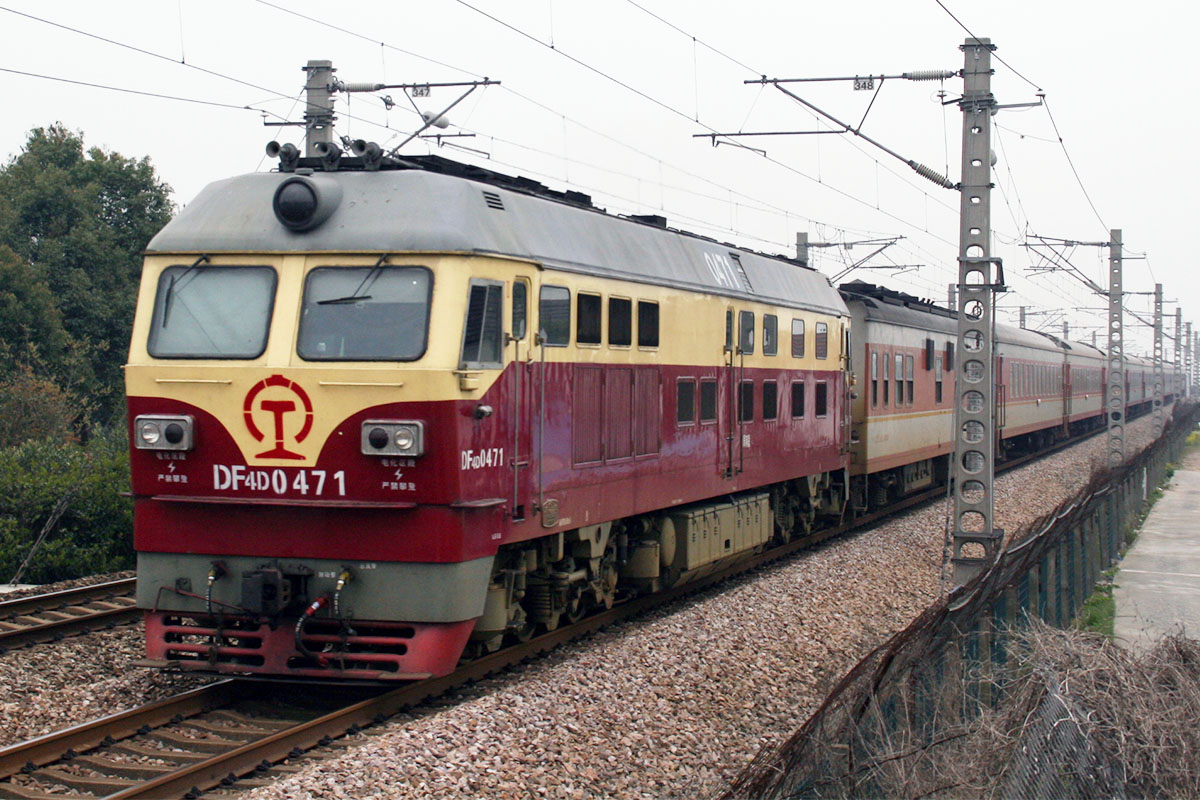
DF_{4}D

A DF4D mozdonyt, a legtöbb legutóbbi DF4 mozdonyt, 16V240ZJD típusú motorral gyártották 1996 óta. A személyvonati verziók sebességét 145 km/h-ra vagy 170 km/h-ra növelték.